# Мирјана Лучић
Мирјана Лучић Барони (хрв. Mirjana Lučić Baroni) је хрватска тенисерка.

## Каријера
Тенис је почела да игра са четири године. Освојила је Ју-Ес опен 1996. године у појединачној конкуренцији, те Аустралијан опен 1997. у појединачној конкуренцији и у игри парова. Тиме је, уз Мартину Хингис и Џенифер Капријати, постала једна од три тенисерке у историји која је са 14 година освојила 2 јуниорска Гренд слема.
Са професионалним тенисом почела је да се бави 15. априла 1997. године. Први ВТА трофеј је освојила на турниру у Болу. Исте године играла је и финале у Стразбуру где је изгубила од Штефи Граф.
Године 1998. по први пут се такмичи у игри парова. Партнерка јој је била Мартина Хингис. Те године освојила је Аустралијан опен у игри парова. Тиме је постала најмлађа тенисерка која је освојила један гренд слем (имала је 15 година и непуних 11 месеци). Недељу дана касније, с истом партнерком, победила је на „Пан Пацифику“ у Јапану. Исте године одбранила је наслов победнице турнира у Болу чиме је постала најмлађа тенисерка у историји којој је то успело. Имала је 16 година и 2 месеца. Добре резултате у тој години употпуњује финалом Вимблдона у игри мешовитих парова с Индијцем Махешом Бупатијем.
Године 1999. остварила је највећи успех у каријери. Пласирала се у полуфинале Вимблдона. До полуфинала савладала је и светску играчицу број 4 Монику Селеш са 7:6, 7:6.
Након 1999. године муче је бројне повреде које је удаљавају од професионалног тениса и временом пада све ниже на ВТА листи. Враћала се пар пута на појединим турнирима за које је добила позивницу, али неуспешно.
У марту 2007. године добила је позивницу за ВТА турнир у Индијан Велсу. На том турниру је по први пут после четири године забележила прву победу у главном жребу неког ВТА турнира. Победила је Американку Линдзи Нелсон са 2:0 у сетовима. У другом колу испала је од 11. тенисерке света, Ане Чакветадзе, којој је пружила солидан отпор и тиме најавила повратак у свет врхунског тениса.
Лучићева је 2010. након дужег времена забележила значајније резултате, укључујући и освајање два ИТФ турнира. Квалификовала се за главни део турнира у Вимблдону, по први пут после 2002, и до другог кола Ју-Ес опена.
Године 2011. поново је ушла међу првих 100 на ВТА листи и постала најбоље рангирана хрватска тенисерка. У мају је, уласком у четвртфинале турнира у Стразбуру, остварила свој најбољи резултат још од полуфинала Вимблдона 1999. године.
Најбољи пласман у каријери било јој је 32. место у синглу и 19. место у пару (оба из 1998. године).

## Резултати Мирјане Лучић

### Победе појединачно (6)
| Бр. | Датум    | Турнир                | Подлога      | Противница у финалу | Резултат            |
| --- | -------- | --------------------- | ------------ | ------------------- | ------------------- |
| 1   | 28/04/97 | Бол опен, Бол         | Земља (отв.) | Корина Морарију     | 7-5, 6-7(4), 7-6(5) |
| 2   | 27/04/98 | Бол опен, Бол         | Земља (отв.) | Корина Морарију     | 6-2, 6-4            |
| 1   | 28/04/97 | Џексон                | Земља        | Џејми Хемптон       | 7–5, 6–3            |
| 2   | 27/04/98 | Албукерки             | Тврда        | Линдзи Ли-Вотерс    | 6–1, 6–4            |
|     | 13/10/13 | Жуе ле Тур, Француска | Тврда        | Ан-Софи Местах      | 6–4, 6–2            |
|     | 14/09/14 | Квебек, Канада        | Тврда        | Винус Вилијамс      | 6–4, 6–3            |

### Порази у финалу појединачно (4)
| Бр. | Датум            | Турнир              | Подлога     | Противница у финалу | Резултат      |
| 1.  | 19. мај 1997.    | Стразбур, Француска | Земља (от.) | Штефи Граф          | 6-2, 7-5      |
| 2.  | 15 децембар 1996 | Салцбург, Аустрија  | Тврда       | Чанда Рубин         | 1-6, 2-6[4]   |
| 3.  | 22 jуна 1997     | Марсељ, Француска   | Шљака       | Амели Кошете        | 6-4, 5-7, 4-6 |
| 4.  | 1 новембар 2009  | Бајамон, Порторико  | Тврда       | Росана де лос Риос  | 3-6, 4-6      |

### Победе у игри парова (5)
| Бр. | Датум    | Турнир                    | Категорија             | Наградни фонд $ | Подлога      | Партнерка       | Противници                          | Резултат        |
| --- | -------- | ------------------------- | ---------------------- | --------------- | ------------ | --------------- | ----------------------------------- | --------------- |
| 1   | 19/01/98 | Аустралијан опен, Мелбурн | Гренд слем             | 4058100         | Тврда (отв.) | М. Хингис       | Л. Давенпорт Н. Зверева             | 6-4, 2-6, 6-3   |
| 2   | 02/02/98 | Токио опен, Токио         |                        | 926250          | Тепих (зат.) | М. Хингис       | Л. Давенпорт Н. Зверева             | 7-5, 6-4        |
| 3   | 04/11/12 | Њу Бронфелс, САД          | ИТФ                    | 50000           | Тврда        | Јелена Бовина   | Маријана Дуке Марињо Адријана Перес | 6-3, 4-6 [10-8] |
| 4   | 10/02/13 | Мидланд, САД              | ИТФ                    | 100000          | Тврда        | Мелинда Цинк    | Мариja-Фернанда Алвес Саманта Мареј | 5-7, 6-4 [10-7] |
| 5   | 14/09/14 | Квебек, Канада            | Међународни турнир WTA | 250000          | Тврда        | Луција Храдецка | Јулија Гергес Андреа Хлавачкова     | 6-3, 7-6(8)     |

### Порази у финалу у пару (1)
| Бр. | Датум           | Турнир        | Подлога     | Противнице у финалу         | Партнерка     | Резултат |
| 1.  | 27. април 1998. | Бол, Хрватска | Земља (от.) | Лаура Монтавло Паола Суарез | Јоанет Кругер | предаја  |

### Пласман на ВТА листи на крају сезоне
| Година  | 1997. | 1998. | 1999. | 2000. | 2001. | 2002. | 2003. | 2004. | 2005. | 2006. | 2007. | 2008. | 2009. | 2010. | 2011. |
| Пласман | 52.   | 51.   | 50.   | 207.  | 191.  | 202.  | 335.  | -     | -     | -     | 454.  | 423.  | 288.  | 105.  | 94.   |